# Jaime Pozo
Jaime Eduardo Pozo González (* 1. November 1942 in Tulcán) ist ein ehemaliger ecuadorianischer Radrennfahrer.

## Sportliche Laufbahn
1967, 1971 und 1972 siegte er in der Vuelta al Ecuador. In dem Etappenrennen konnte er 1966 bei der ersten Austragung zwei Tagesabschnitte für sich entscheiden, 1967 gewann er eine Etappe. 1966 wurde er Zweiter in der Gesamteinzelwertung hinter seinem Bruder Hipólito Pozo.
1969 vertrat er sein Land bei den Panamerikanischen Spielen in Winnipeg. 1970 bestritt er für die Nationalmannschaft die Vuelta a Colombia und die Mexiko-Rundfahrt.

## Familiäres
Seine Brüder Hipólito Pozo und Arnulfo Pozo waren ebenfalls als Radrennfahrer aktiv.